# Archidiecezja Cumaná
Archidiecezja Cumaná (łac. Archidioecesis Cumanensis) – archidiecezja Kościoła rzymskokatolickiego w Wenezueli. Należy do metropolii Cumaná. Została erygowana 12 października 1922 roku przez papieża Piusa XI bullą Ad munus jako diecezja Cumaná, zaś 16 maja 1992 roku została podniesiona do rangi archidiecezji przez papieża Jana Pawła II mocą konstytucji apostolskiej Necessitate adducti.

## Ordynariusze

### Biskupi Cumaná
- Sixto Sosa Díaz (1923 - 1943)
- Crisanto Darío Mata Cova (1949 - 1966)
- Mariano José Parra León (1966 - 1987)
- Alfredo José Rodríguez Figueroa (1987 - 1992)

### Arcybiskupi Cumaná
- Alfredo José Rodríguez Figueroa (1992 - 2001)
- Diego Padrón (2002 - 2018)
- Jesús González de Zárate (2018 - 2024)
- Ángel Francisco Caraballo Fermín (od 2025)